# Lunckefjell
Lunckefjell är ett berg och en nedlagd kolgruva på Nordenskiöld Land på Spetsbergen i Svalbard. Berget är 1.045 meter högt och ligger norr om Sveagruva. 
Lunckefjell har fått sitt namn efter den norska topografen Bernhard Luncke (1894–1963) som deltog i flera expeditioner till Svalbard och Eirik Raudes Land.
År 2005 började Store Norske Spitsbergen Kulkompani A/S att planera för brytning av upp till 8,4 miljoner ton brytvärd kol i Lunckefjell. Tanken var att brytningen skulle ersätta den i den allra närmaste närliggande utbrutna gruvan Svea Nord. Kolflötsen i Lunckefjell skulle ha åtkomst från befintligt tunnelsystem i Svea Nord och ut på glaciären Marthabreen. Därifrån ledde en två kilometer lång väg över glaciären till Lunckefjellgruvans huvudingång. Kolet skulle fraktas med lastfordon över glaciären och genom Svea Nordgruvan till det befintliga bandtransportsystemet.
Store Norske gjorde en koncessionsansökan till Miljøverndepartementet i oktober 2010 och fick den beviljad i december 2011. Gruvan invigdes i mars 2014, men driften lades ned 2016. Därmed upphörde all kolbrytning i Sveagruva, och de två gruvorna Lunckefjell och Svea Nord lades i malpåse 2017. Senare har stängningen permanentats med Stortingets budgetbeslut för 2018.
Upphandling av "Fase 1 Opprydding Lunckefjell" skedde under 2018. Fas 1 omfattar Lunckefjellområdet och över glaciären till ingången till Svea Nordgruvan i Skollfjell. Området skall återställas till tidigare skick och inga spår ska kunna skönjas av gruvbrytningen i Lunckefjell. Arbetet ska påbörjas sommaren 2019 och vara klart 2020.